# Bradina parbattoides
Bradina parbattoides là một loài bướm đêm trong họ Crambidae.